# Ernst von Hesse-Wartegg
Ernst von Hesse-Wartegg (Viena, 21 de febrero de 1854 –Tribschen, 8 de mayo de 1918) diplomático y escritor austríaco.
Gran trotamundos, es conocido por sus libros de viajes y fue cónsul general en Venezuela y Suiza.

## Obra
- Die Werkzeugmaschinen zur Metall- und Holzbearbeitung. Leipzig 1874
- Der unterseeische Tunnel zwischen England und Frankreich. Leipzig 1875
- Atlantische Seebäder. Wien 1878
- Prairiefabriken. Leipzig 1878
- Mississippifahrten. Leipzig 1881
- Tunis, Land und Leute. Wien 1882
- Canada und Neufundland. Freiburg im Breisgau 1888
- Mexiko, Land und Leute. Wien 1890
- Tausend und ein Tag im Occident. 3 Bde. Dresde 1896
- Die Einheitszeit nach Studenzonen. Dresde 1892
- Chicago, eine Großstadt im amerikanischen Westen. Stuttgart 1892
- Curiosa aus der Neuen Welt. Leipzig 1893
- Andalusien. Leipzig 1894
- Korea. Dresde 1895
- China und Japan. Leipzig 1897
- Schan-tung und Deutsch-China. Leipzig 1897
- Siam, das Reich des weißen Elefanten. Leipzig 1899
- Samoa, Bismarck-Archipel und Neuguinea. Leipzig 1902
- Die Wunder der Welt. 1912
- Zwischen Anden und Amazonas. Stuttgart 1915